# 大輪弘之
大輪 弘之（おおわ ひろゆき、1943年 - 2024年6月）は東京都出身の高校野球指導者。

## 経歴
高校は専修大学附属京王高等学校でプレー。
大学は東都大学野球の亜細亜大学に進学。
大学卒業後は長野県の武蔵工業大学付属信州工業高等学校（後の武蔵工業大学第二高等学校で現在の東京都市大学塩尻高等学校）に赴任。野球部の監督として菊池涼介ら数多くのプロ野球選手を育てた。
監督退任後の2008年から2018年までは長野朝日放送の解説者を務めた。その後はボーイズリーグの「諏訪ドリーム」のコーチを務めていた。
2024年6月に死去。80歳没。

## 著名な教え子
- 伊藤優
- 小池秀郎
- 米山学
- 中原恵司
- 菊池涼介